# Derek Phillips
Derek Phillips, född 18 april 1976 i Miami, är en amerikansk skådespelare.
Faist har bland annat medverkat i TV-serierna Friday Night Lights och Blood of Zues. Han har även medverkat i filmen The Anthrax Attacks: En terrorgåta.

## Filmografi (i urval)
- 2006–2011 – Friday Night Lights (TV-serie)
- 2020 – Blood of Zeus (TV-serie)
- 2022 – The Anthrax Attacks: En terrorgåta